# Josef Wehrle (Theologe)
Josef Wehrle (* 7. Oktober 1947 in Stühlingen; † 9. Mai 2021 in Freiburg im Breisgau) war ein deutscher römisch-katholischer Theologe und Hochschullehrer.

## Leben
Von 1968 bis 1973 studierte er katholische Theologie an der Universität Freiburg im Breisgau und in Maynooth. Nach Aufbaustudien (1974–1977) der Literatur- und Sprachwissenschaften sowie der altorientalischen Philologie in Freiburg im Breisgau und an der École biblique et archéologique française de Jérusalem empfing er 1977 die Diakonatsweihe. Seine Promotion zum Dr. theol. erfolgte 1981 mit der Dissertation Prophetie und Textanalyse: die komposition Obadja 1–21, interpretiert auf der Basis textlinguistischer und semiotischer Konzeptionen in Freiburg. Ebenfalls 1981 empfing er die Priesterweihe. Er habilitierte sich 1992 mit der Arbeit Sprichwort und Weisheit: Studien zur Syntax und Semantik der ṭōb...min-Sprüche im Buch der Sprichwörter an der Universität München und war er von 1992 bis zu seiner Emeritierung im März 2013 Professor für alttestamentliche Einleitung, Exegese und biblisch-orientalische Sprachen an der Katholisch-Theologischen Fakultät der LMU München.
Wehrle gab mit Otto Wahl und Sven van Meegen die Buchreihe Bibel konkret und mit van Meegen und Eberhard Schockenhoff die Buchreihe Bibel und Ethik heraus. Die Forschungsschwerpunkte seiner Professur waren die alttestamentliche Methodologie, die Entwicklung textanalytischer Verfahrensweisen zur Interpretation hebräischer und aramäischer Bibeltexte auf der Basis textlinguistischer und semiotischer Modelle, komparative Studien bibelhebräische Texte mit den Sprachen und Texten im ägyptischen und mesopotamischen Kulturbereich, Biblische Theologie und moderne Naturwissenschaften mit den Schwerpunkten Anthropologie und Astrophysik sowie Alttestamentliche Ethik und Fragen der Bioethik.

## Schriften (Auswahl)
- Prophetie und Textanalyse. Die Komposition Obadja 1–21 interpretiert auf der Basis textlinguistischer und semiotischer Konzeptionen. Sankt Ottilien 1987, ISBN 3-88096-528-5.
- Sprichwort und Weisheit. Studien zur Syntax und Semantik der ṭōb...min-Sprüche im Buch der Sprichwörter. Sankt Ottilien 1993, ISBN 3-88096-538-2.
- Der leidende Mensch und der mitleidende Gott. Ein Beitrag zur Anthropologie und Theologie des Alten Testaments. Berlin 2012, ISBN 978-3-643-11520-1.
- Der Dekalog. Text, Theologie und Ethik. Berlin 2014, ISBN 978-3-643-12855-3.